# Мюленхоф
Мю́ленхоф (нем. Mühlenhof — «Мельничный двор») — музей под открытым небом в городе Мюнстер (федеральная земля Северный Рейн-Вестфалия). Расположен на берегу искусственного озера Аазе, созданного на реке Мюнстерше-А.
На площади в 5 га представлены образцы крестьянской и ремесленной культуры XVII-XX веков. В музей перевезены 30 исторических сооружений из разных уголков Вестфалии. Внутреннее оформление точно соответствует эпохе, которую представляет каждое сооружение. Орудия труда и образцы имущества — подлинные.
Открытие музея состоялось в 1961 году. Первым экспонатом была ветряная мельница XVIII века, перевезенная из Эмсланда. Именно эта мельница и дала название музею. Следующими экспонатами музея стали дома и подсобные строения крестьянских усадеб, сельская школа 1823 года, деревенская церковь 1840 года, деревенский магазин с трактиром, пасека, сельская кузница и прочие объекты архитектуры и быта.
В музее регулярно проводятся различные мероприятия, воссоздающие картины жизни минувшей эпохи, например, занятия в сельской школе, проводимые на нижненемецком и верхненемецком языках.

## Галерея

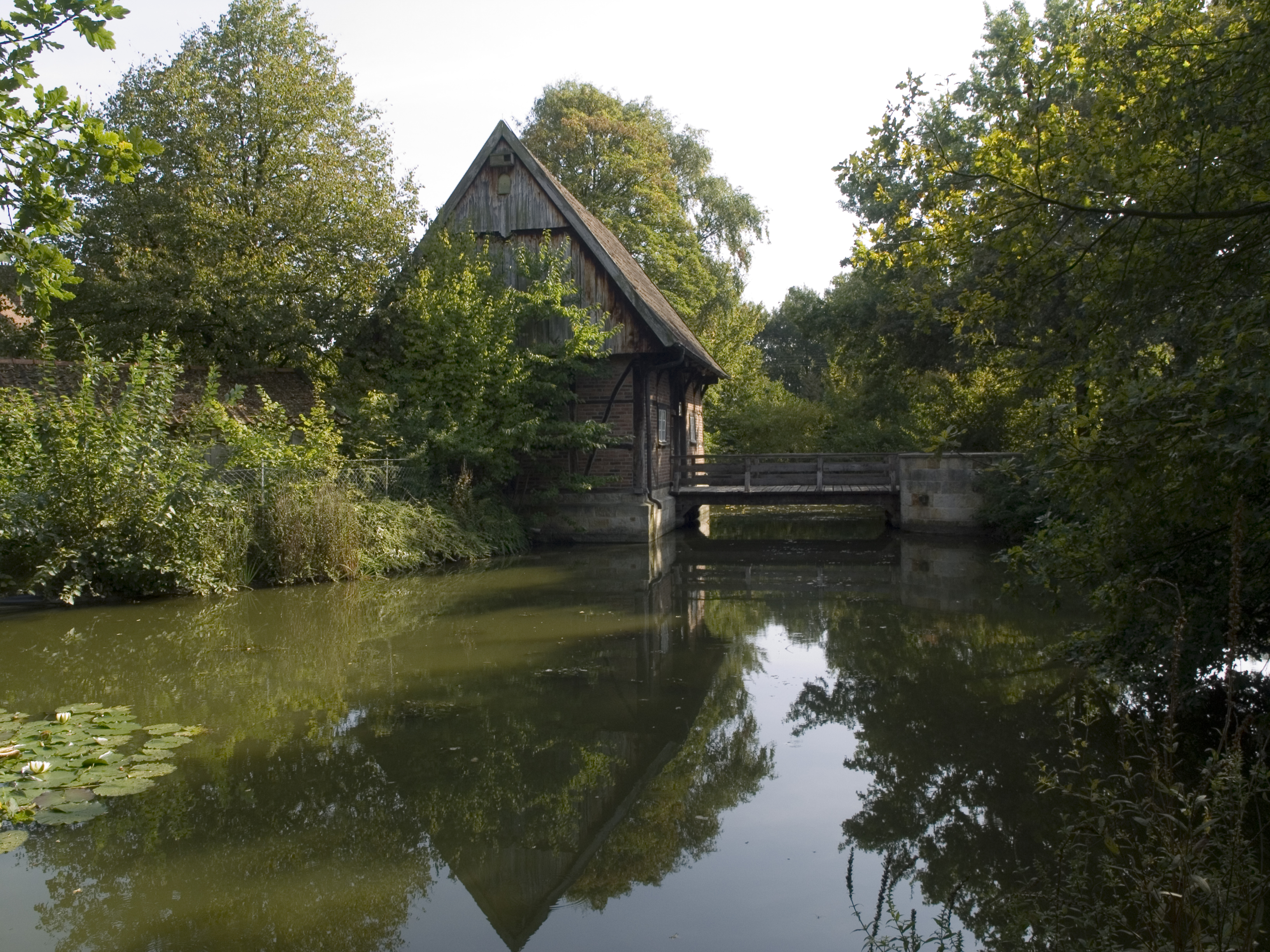
Вход в музей
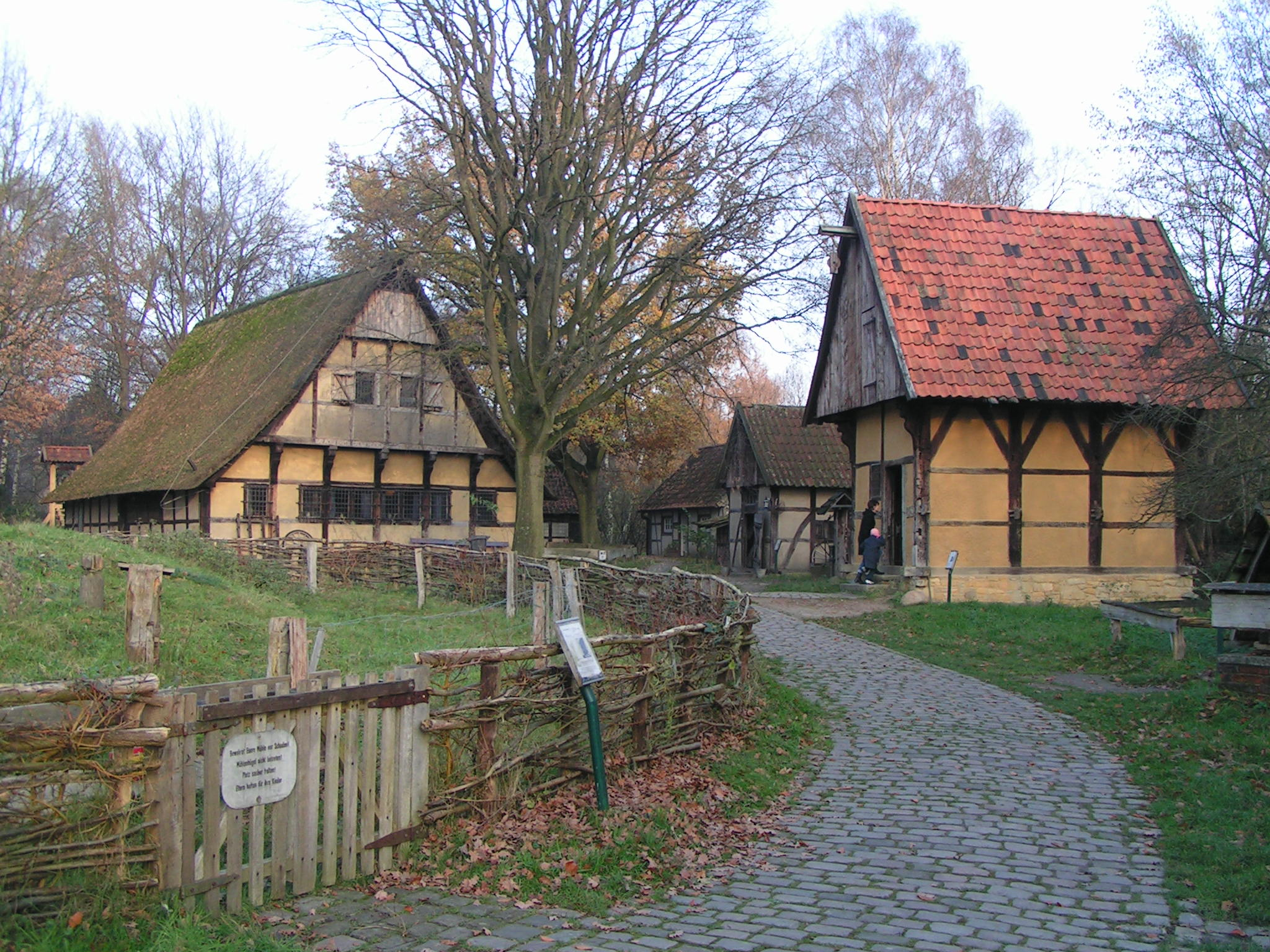
Общий вид
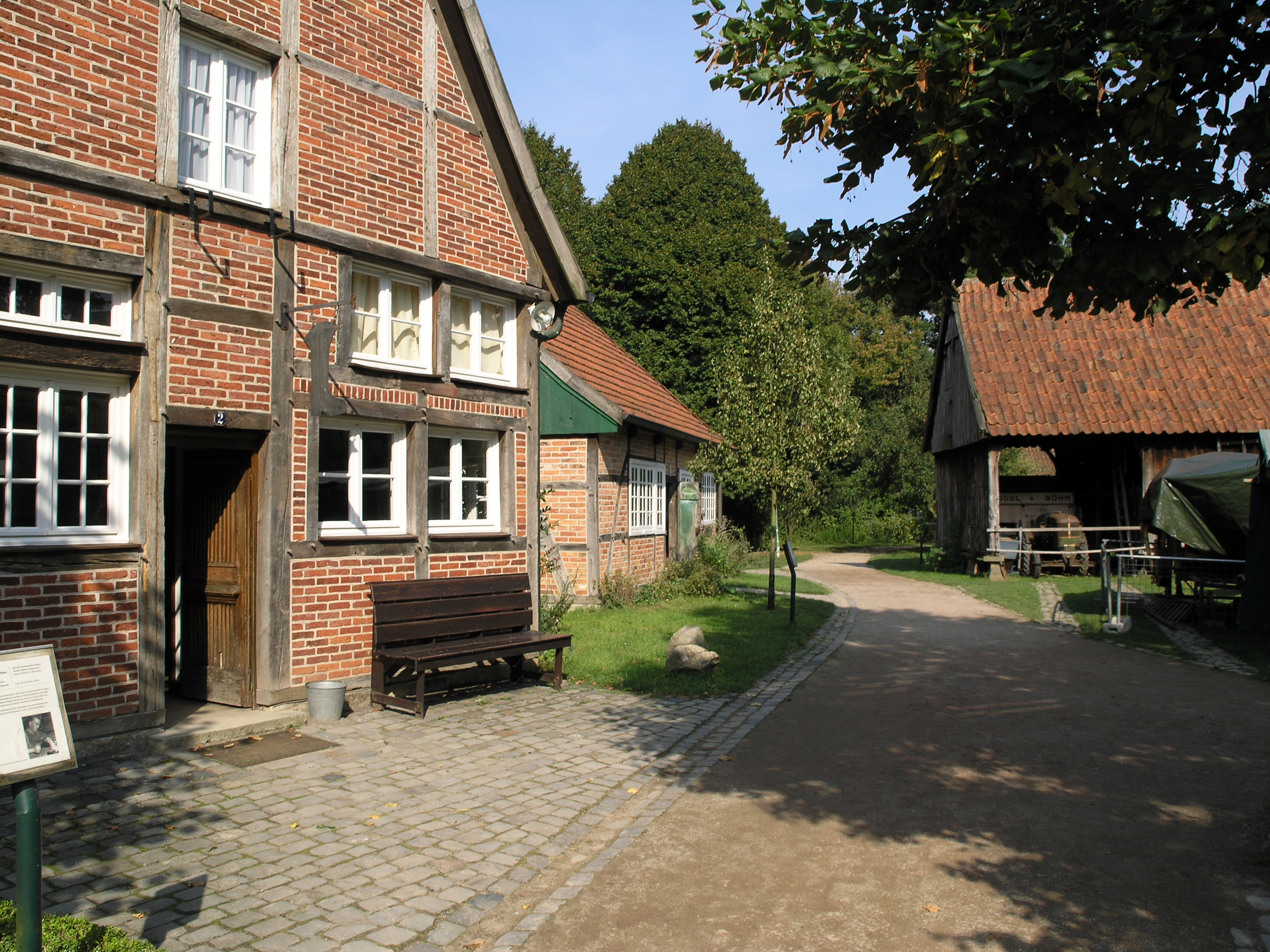
Общий вид
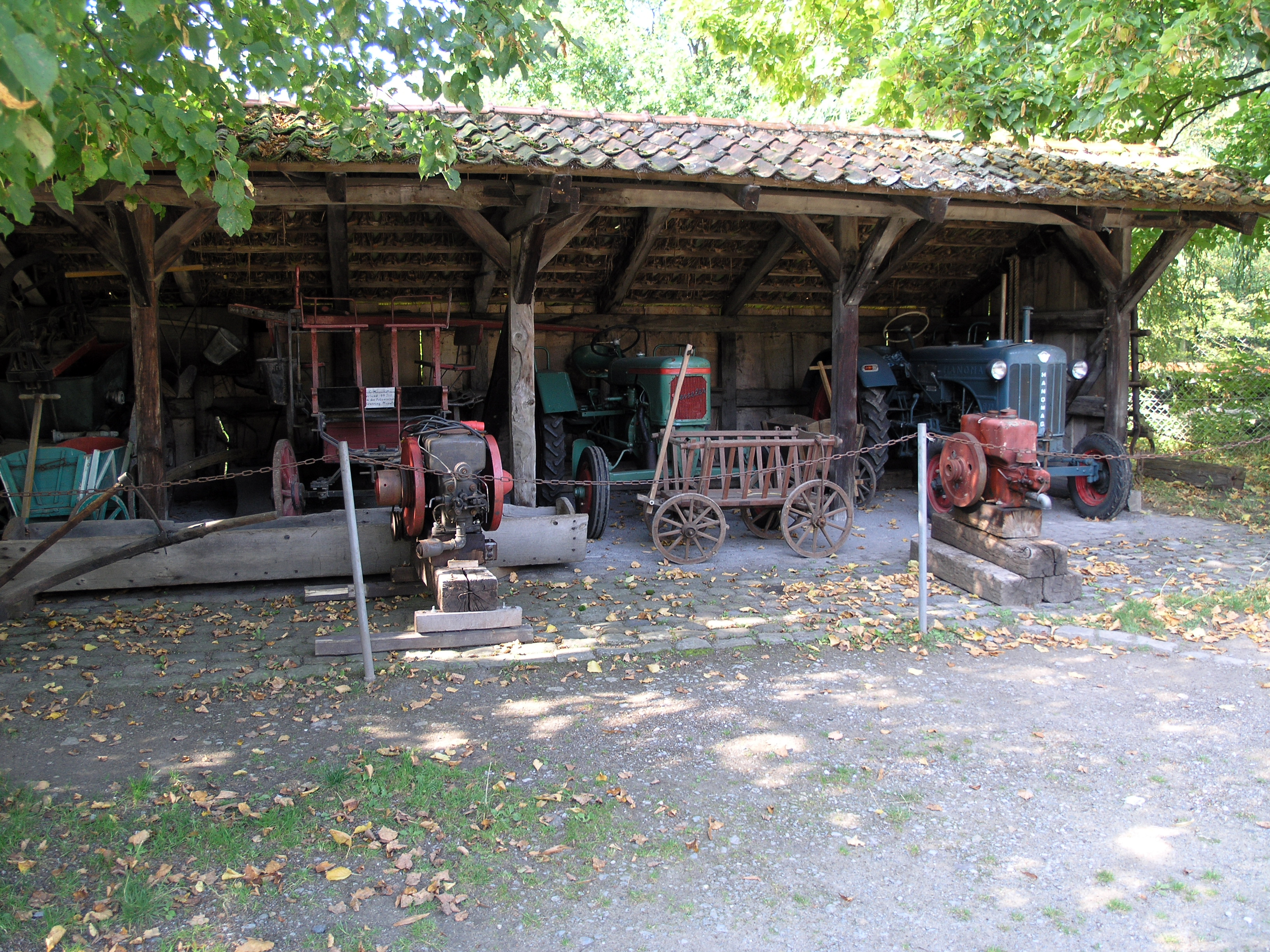
Сельскохозяйственная техника
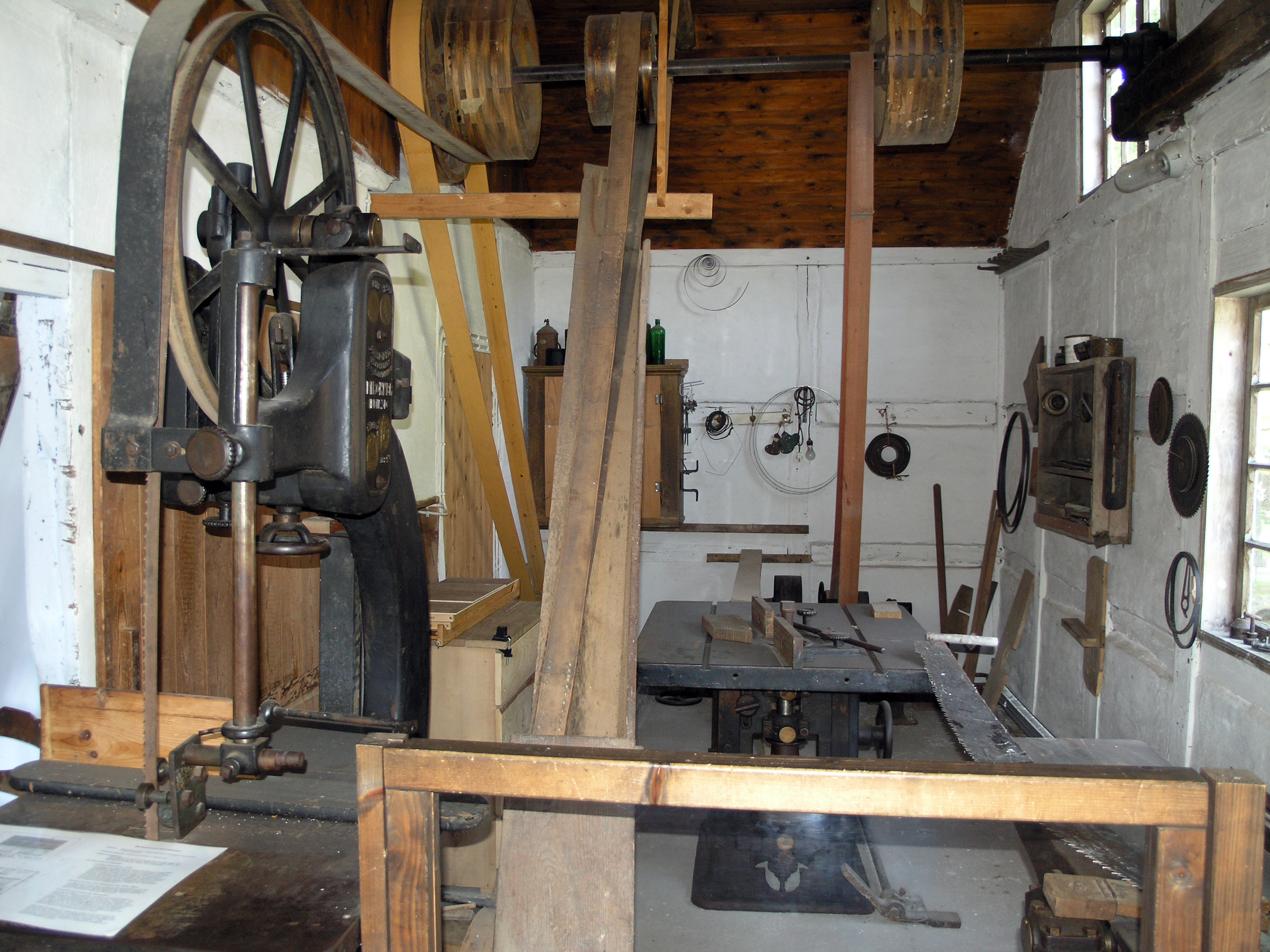
Слесарная мастерская
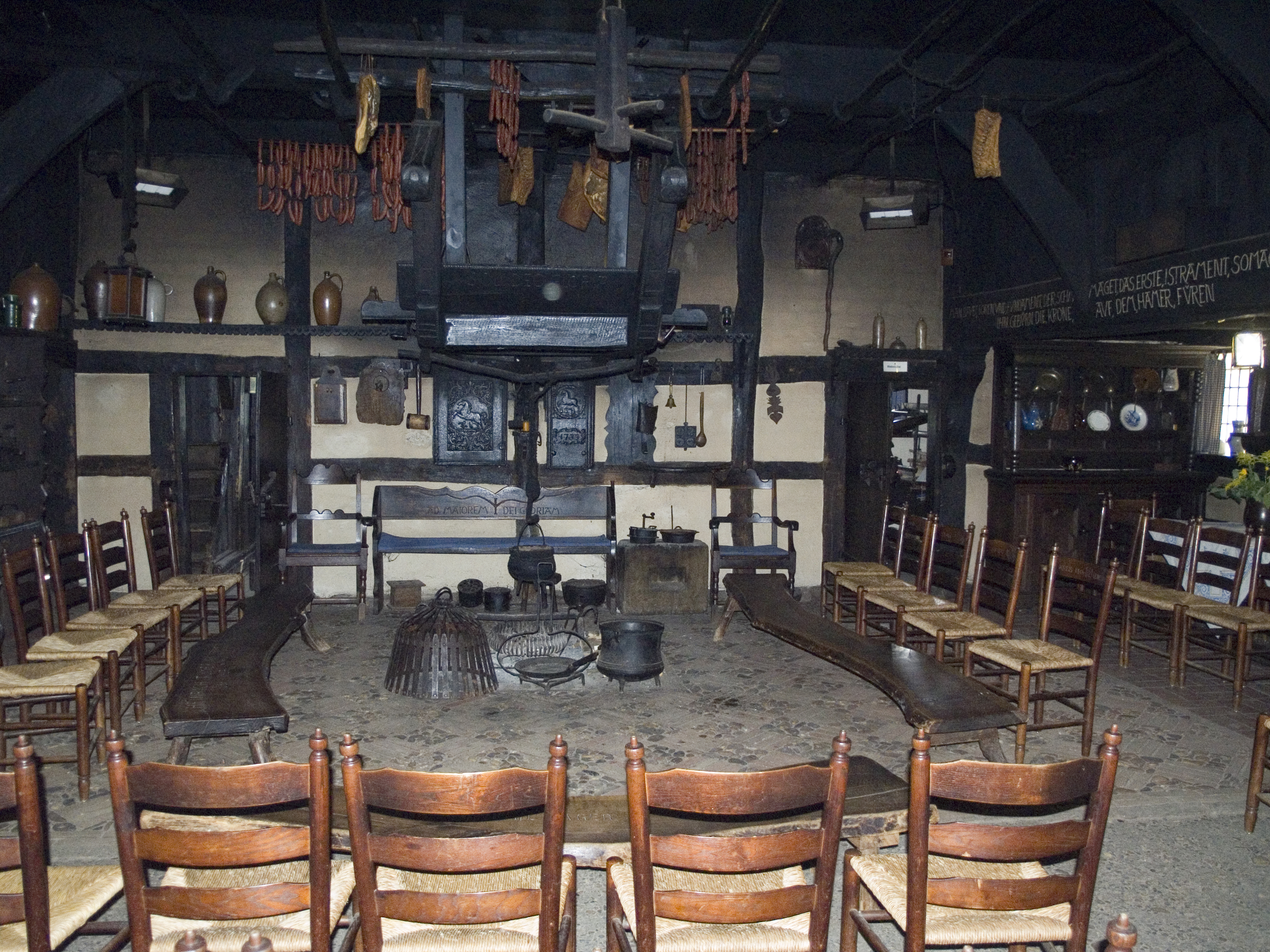
Трактир
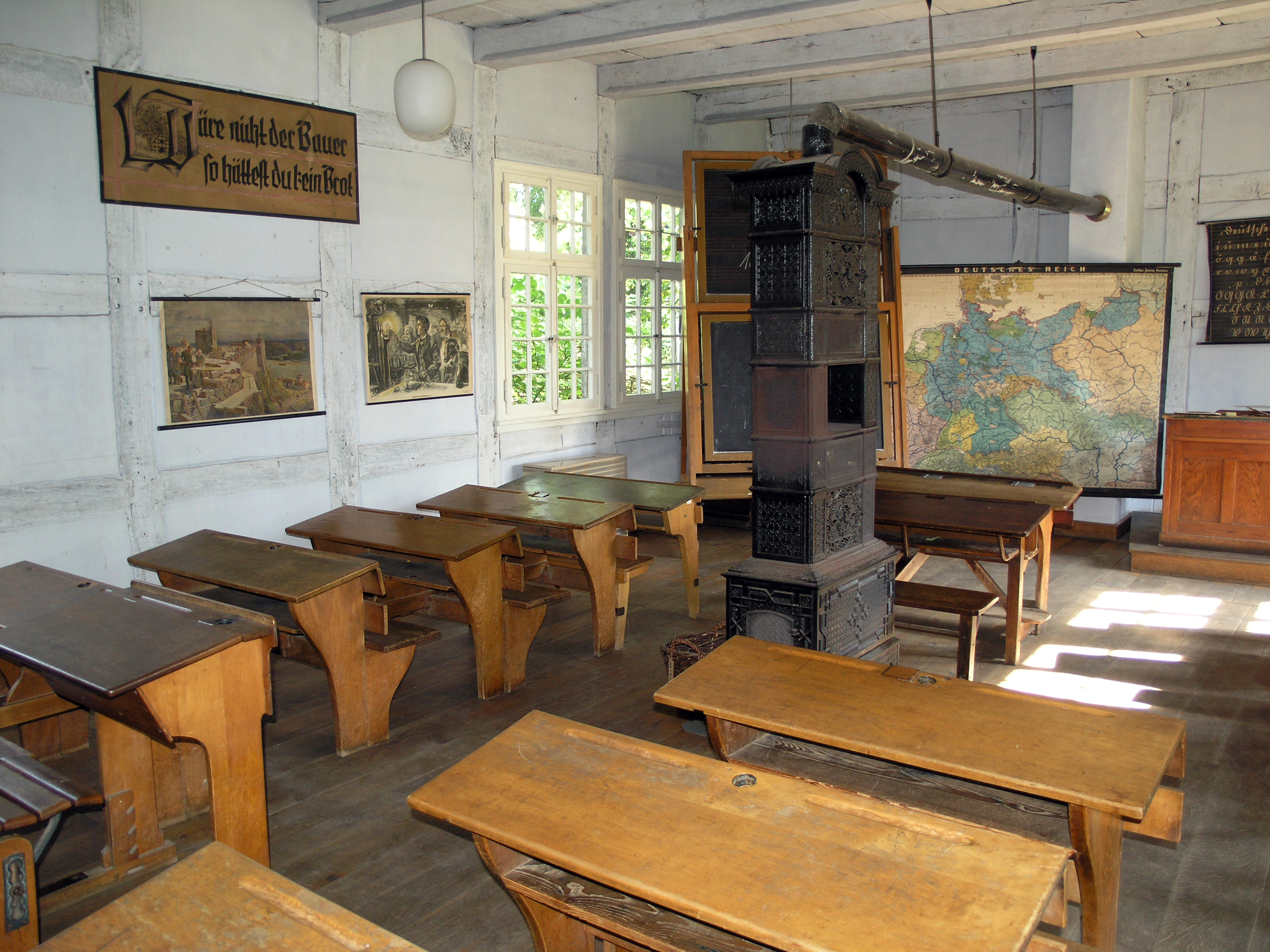
Школьный класс
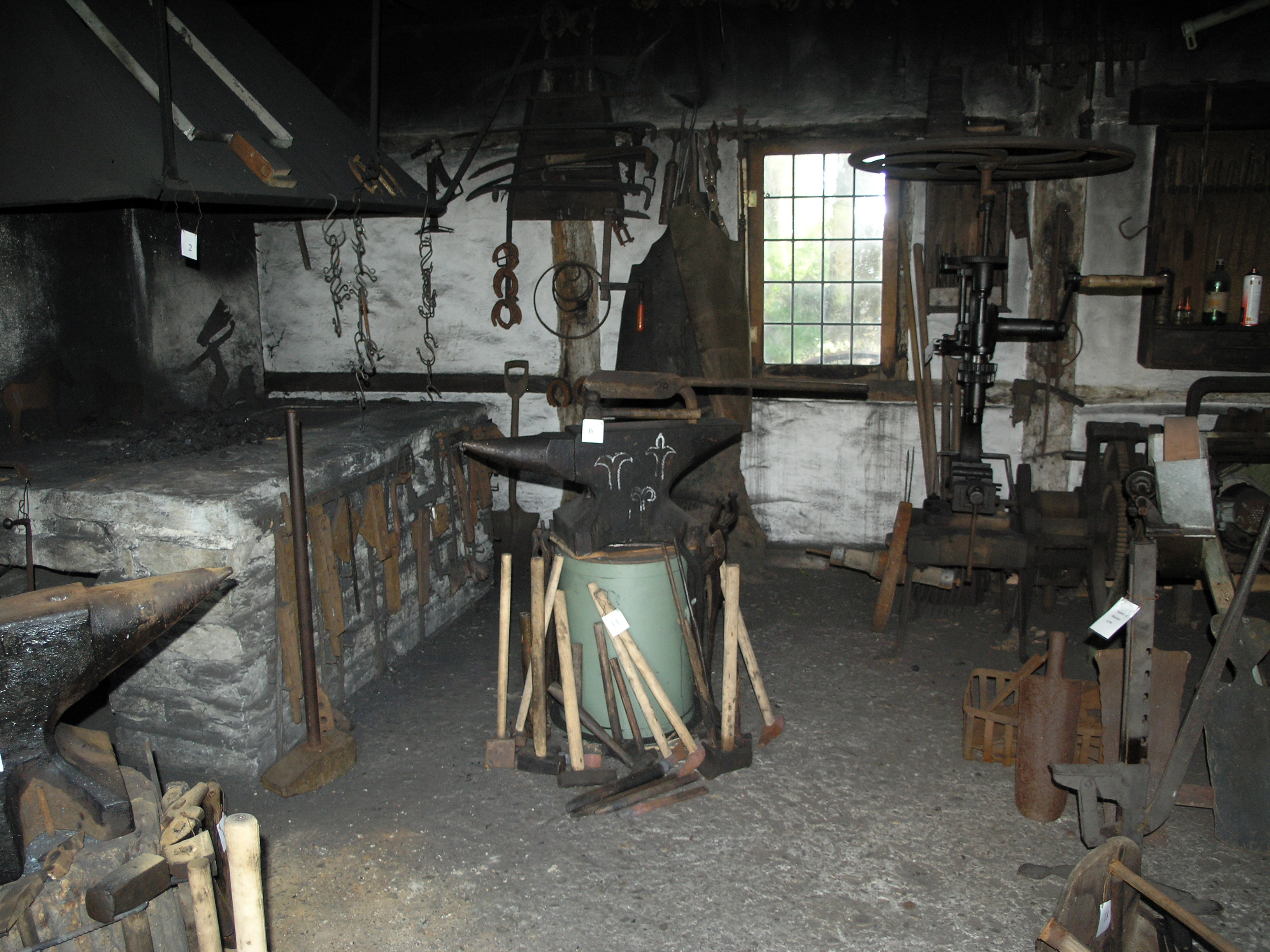
Кузница
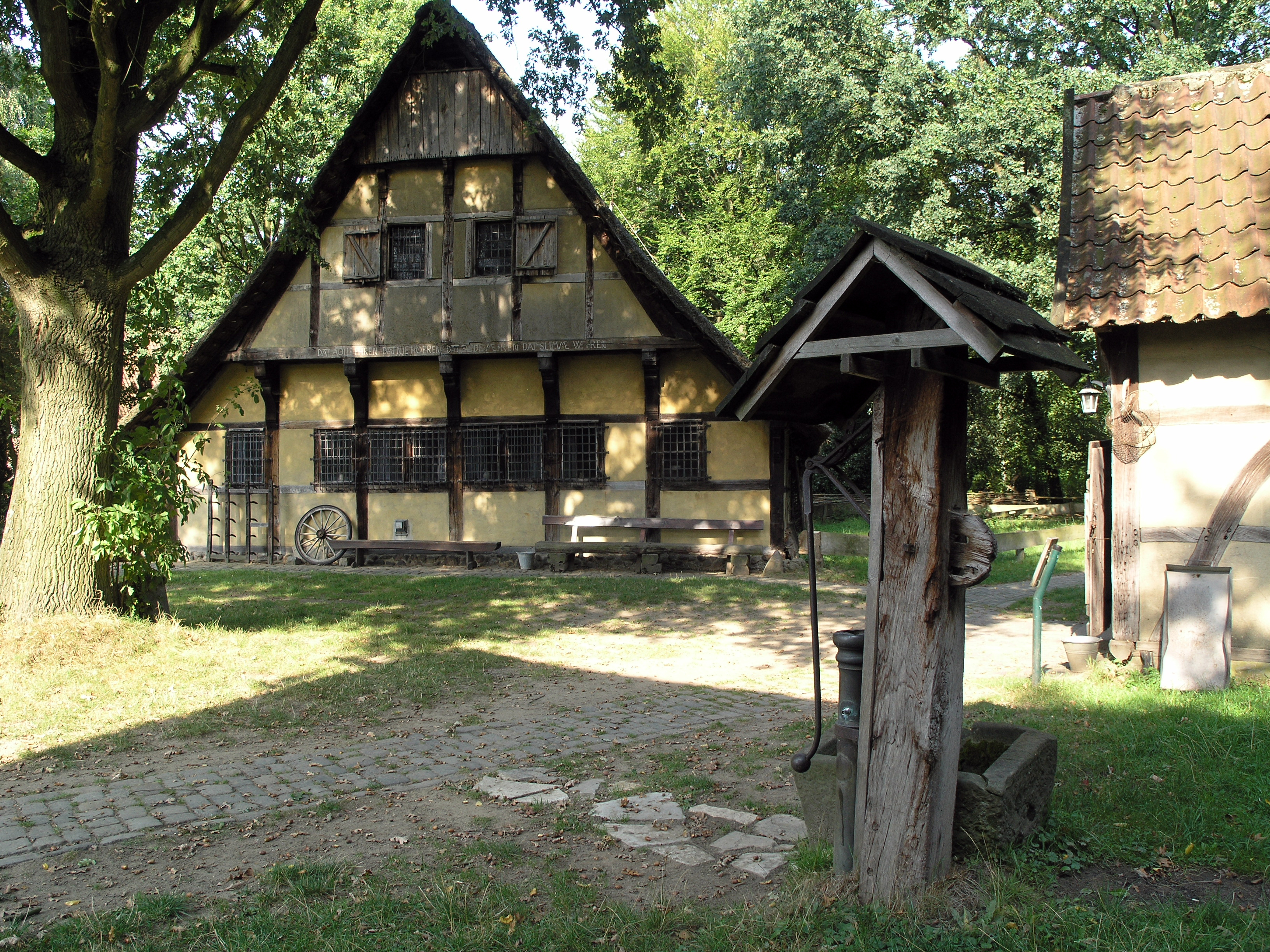
Крестьянская усадьба
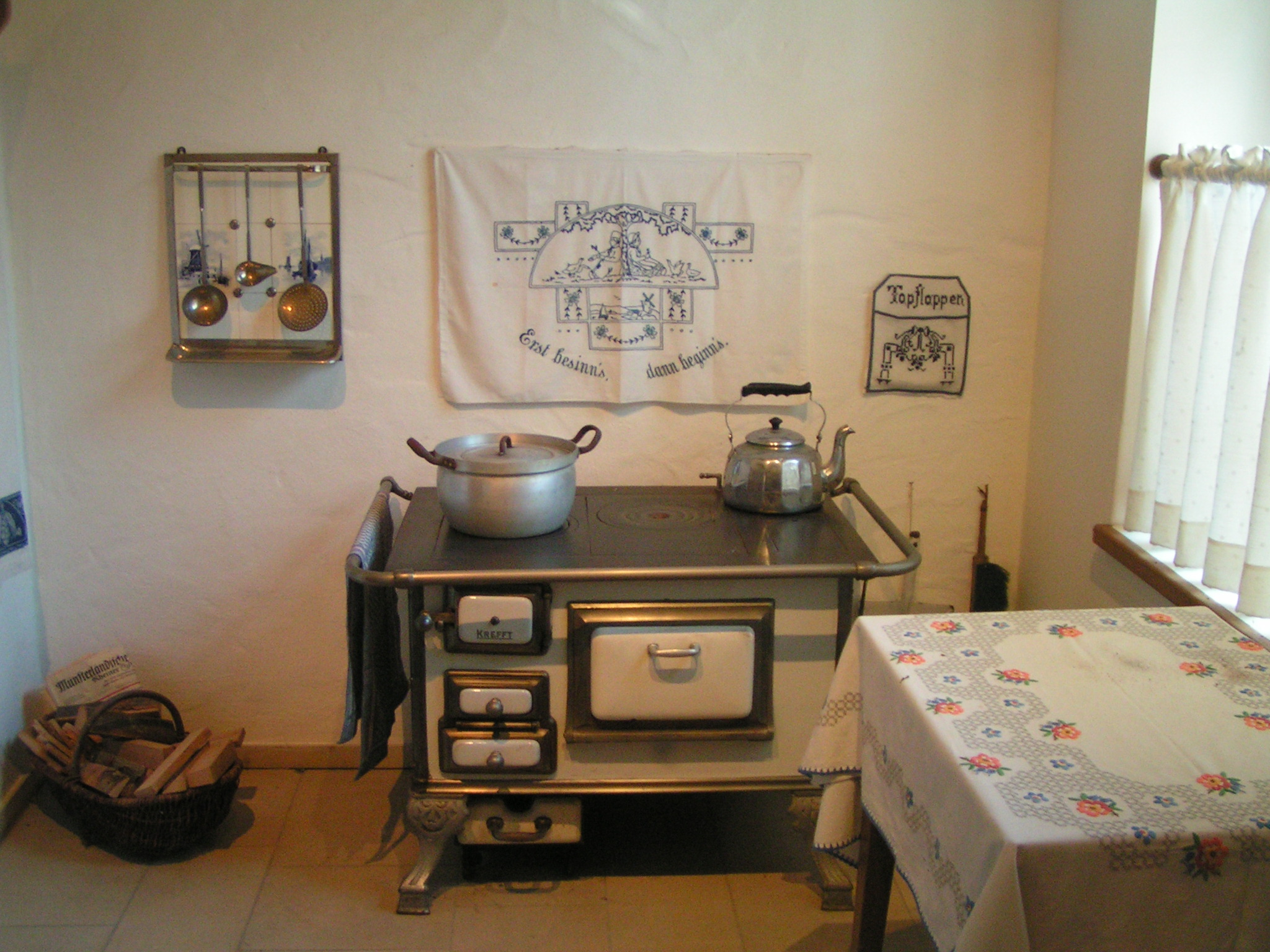
Кухня